# Archie Williams

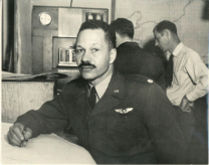
Archie Williams vers 1950

Archibald ("Archie") Franklin Williams (né le 1er mai 1915 à Oakland (Californie) - mort le 24 juin 1993 à Fairfax (Californie)) était un athlète américain, spécialiste du 400 m.
Il remporte la médaille d'or lors des Jeux olympiques de Berlin en 1936, alors qu'il n'avait jamais franchi la barre des 49 s avant cette année (sur 440 yards, soit 402 m). Lors des championnats NCAA, il atteint 46 s 1 dans les séries (47 s 0 en finale, pour la victoire).